# Verkehrskadett
Als Verkehrskadett, respektive Verkehrskadetten, werden Jugendliche und junge Erwachsene bezeichnet, die ehrenamtlich bei Veranstaltungen oder bei hohem Verkehrsaufkommen selbständig oder gemeinsam mit der Polizei, Feuerwehr oder anderen Behörden und Organisationen mit Sicherheitsaufgaben für einen geordneten und reibungslosen Verkehrsablauf sorgen.

## Schweiz

### Organisationsstruktur
Verkehrskadetten, respektive Verkehrskadetten-Abteilungen, sind Jugendorganisationen in der Schweiz.

Ihnen gehören Jugendliche und junge Erwachsene von 12 bis etwa 30 Jahren an, die bei Veranstaltungen eingesetzt werden. Sie regeln und sichern den Strassenverkehr. Dachverband der Verkehrskadetten-Abteilungen in der Schweiz ist der Schweizerische Verkehrskadetten Verband, der die Belange der ihm angeschlossenen Abteilungen gegenüber Dritten vertritt. Zusätzlich besteht der Zürcher Verkehrskadetten-Verband, dem die sechs im Kanton Zürich tätigen Verkehrskadetten-Abteilungen angeschlossen sind.

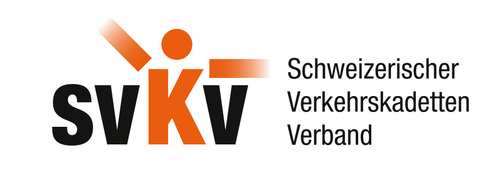
Logo Schweizerischer Verkehrskadetten Verband (SVKV), ab 2013

### Zeichen und Weisungen der Verkehrskadetten / Polizei

#### Rechtsgrundlage für Verkehrsregelung / Befugnisse
In der Schweiz ist die Rechtsgrundlage für die Verkehrsregelung durch Verkehrskadetten mit Artikel 67 Absatz 1 Buchstabe c. der, gestützt auf das Strassenverkehrsgesetz (SVG), vom Schweizerischen Bundesrat erlassenen Signalisationsverordnung (SSV) gegeben:
Die Bestimmung von Artikel 67 SSV hält explizit fest, dass die Zeichen und Weisungen von Kadetten-Verkehrsdiensten im Strassenverkehr verbindlich sind.
Verkehrskadetten gelten in der Schweiz während ihres Einsatzes, ungeachtet ihres jungen Alters, vor dem Gesetz als Beamte.

#### Art und Bedeutung der Zeichen
Gestützt auf SSV Art. 66 Absatz 1, 2, 3 und 5 Buchstabe a.
- Hochhalten eines Armes: Halt vor der Verzweigung für alle Richtungen.
- Ausstrecken eines Armes: Halt für den Verkehr von hinten.
- Seitliches Ausstrecken beider Arme: Halt für den Verkehr von hinten und von vorn.
- Heranwinken: Freie Fahrt in der entsprechenden Richtung.
- Auf- und Abbewegen des Armes: Verlangsamen der Fahrt.
- Ausstrecken eines Armes und auf Beckenhöhe rechts- und links winken: Überquerung der Verzweigung für Fussgänger
- Vorbehalten bleiben Zeichen für die Fahrzeuge im Linienverkehr.

In der Nacht oder wenn es die Witterung erfordert, wird zusätzlich eine Stablampe mit gelbem Aufsatz verwendet.
Wenn der Verkehr durch die Verkehrskadetten geregelt wird, haben die Strassenbenützer deren Zeichen abzuwarten, ausser, wenn sie sich in einer fahrenden Kolonne befinden und kein Haltezeichen gegeben wird.

### Arbeitsweise der Verkehrskadetten

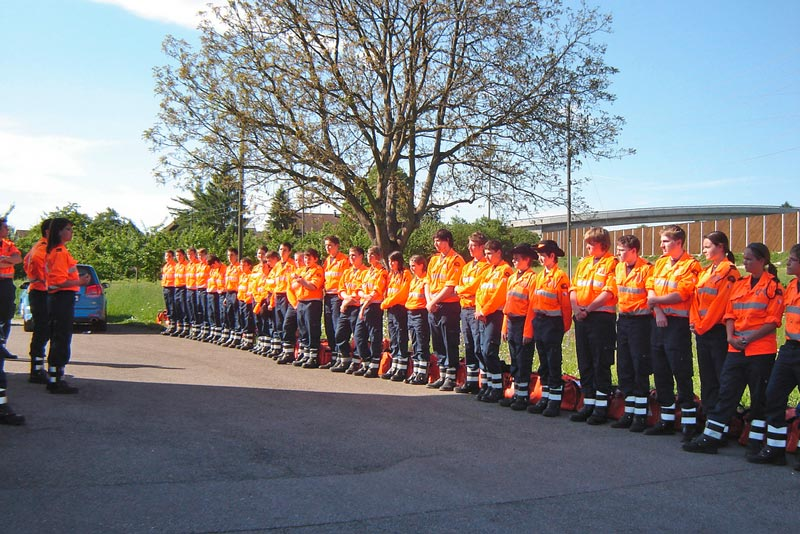
Briefing der Verkehrskadetten vor einem Einsatz.

Die Verkehrskadetten-Abteilungen sind in der Schweiz selbstständige Vereine im Sinne von Artikel 60 ff. ZGB. Sie verwalten und organisieren sich demzufolge selbst. Gegen Entgelt übernehmen die Verkehrskadetten-Abteilungen den Verkehrs- und Parkdienst bei Veranstaltungen. Die Verkehrskadetten werden für ihre Teilnahme an diesen Einsätzen mit einem Taschengeld entschädigt.

#### Ausbildung und Prüfung
Die Ausbildung der Verkehrskadetten umfasst in der Schweiz unter anderem Verkehrsdienst, Einweisen der Fahrzeuge, Signalisationskunde, Handhabung von Sprechfunkgeräten und Erste Hilfe, Unfallhilfe, Rechte und Pflichten eines Verkehrskadetten sowie interne Regeln und Formalien.
Der Schweizerische Verkehrskadetten-Verband organisiert Ausbildungstage, welche Weiterbildungen, Kaderausbildung und Fahrsicherheitstrainings zum Inhalt haben. Die Verkehrskadetten werden von Beamten der kantonalen Polizeikorps geprüft.

#### Weiterbildungen
Die Verkehrskadetten erhalten alle regelmässige Weiterbildungen. Auch werden weiterführende interne Schulen angeboten.

#### Uniformierung
Die Verkehrskadetten müssen gemäss der Norm EN 471 (SN 471) ausgerüstet sein. Verkehrskadettenabteilungen, die beim Schweizerischen Verkehrskadetten Verband (SVKV) Mitglied sind, erfüllen diese Norm. Der SVKV hat zudem weitere Bestimmungen zur Sicherheit der Verkehrskadetten erlassen, die in einem Uniformreglement zusammengefasst sind. Die Uniformen der angeschlossenen Abteilungen müssen diesem Reglement entsprechen.

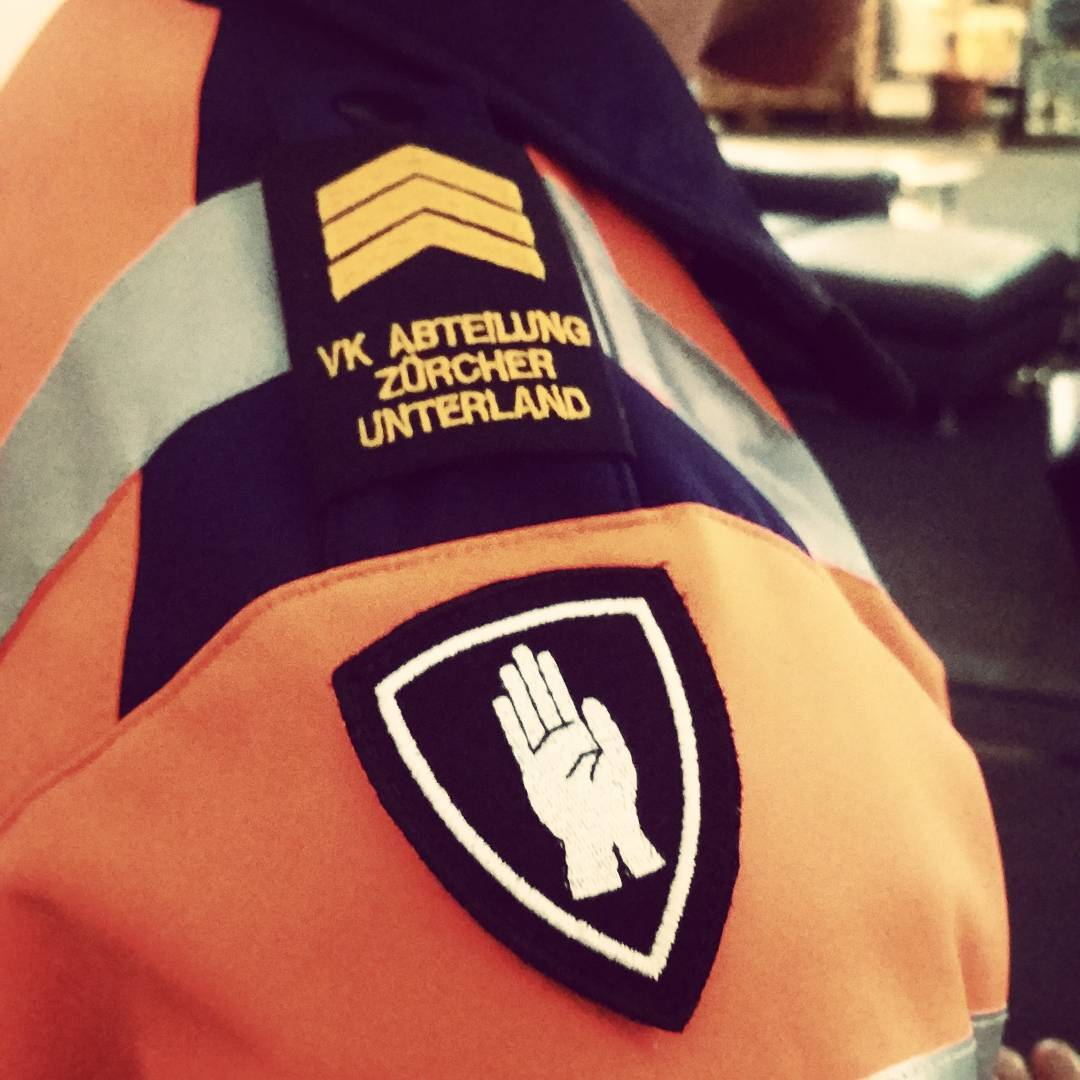
Nach bestandener höherer Fachprüfung bekommt das Kader das Abzeichen „Weisse Hand“ verliehen. _{Die Achselschlaufe mit alter Rangabbildung „Vizepräsident“}

#### Kommunikation
Die Verkehrskadetten kommunizieren mit Funkgeräten untereinander. Sämtliche Verkehrskadettenabteilungen, die an den Schweizerischen Verkehrskadetten Verband (SVKV) angeschlossen sind, nutzen die gleichen Funkfrequenzen, um bei grösseren Einsätzen die Kommunikation zwischen mehreren Abteilungen zu gewährleisten.

#### Einsatzgebiete
Die Einsatzgebiete der Verkehrskadetten-Abteilungen werden vom Schweizerischen Verkehrskadetten-Verband koordiniert.

### Dienstgrade und Struktur
Die Rangstruktur und die verschiedenen Dienstgrade sind in der Schweiz nicht einheitlich geregelt.
Beispiel Modell Zürich. Wird in mit leichten Abänderung in folgenden Grossregionen angewendet: Zürich, Espace-Mittelland, Nordwestschweiz.
| Kürzel                             | Dienstgrad          | Beschreibung der Achselschlaufe | Achselschlaufen „Modell Zürich“ | Bemerkung |
| An der Front                       | An der Front        | An der Front | An der Front                    | An der Front |
| ---------------------------------- | ------------------- | --- | ------------------------------- | --- |
| Asp                                | Anwärter / Aspirant | blank | Keine Achselschlaufe            | Voraussetzung: - Nach bestandenen Aufnahmeprüfungen für die Aspirantenschule                                                                                                   |
| VK                                 | Verkehrskadett      | Blank, auf schwarzen Grund mit goldener Schrift und Wappen des Kanton Zürich*                                                                                        |                                 | Voraussetzung: - Nach bestandenen Prüfungen. - Nach Abnahme durch die Kantonspolizei.                                                                                          |
| KA                                 | Kaderanwärter       | Zwei querverlaufende von links unten parallel nach rechts oben verlaufenen goldenen Streifen, auf schwarzen Grund mit goldener Schrift und Wappen des Kanton Zürich* |                                 | Voraussetzung: - Bewährter Verkehrskadett |
| KS                                 | Kaderschüler        | Ein dünner waagrechter goldener Streifen auf schwarzen Grund mit goldener Schrift und Wappen des Kantons Zürich*                                                     |                                 | Voraussetzung/Aufgaben: - Nach bestandener Kaderschülerprüfung. - Kann bereits Einsätze mit wenigen Verkehrskadetten leiten.                                                   |
| GF                                 | Gruppenführer       | Zwei dünne waagrechte goldene Streifen auf schwarzen Grund mit goldener Schrift und Wappen des Kantons Zürich*                                                       |                                 | Voraussetzung/Aufgaben: - Bestehen der Gruppenführerschule - Kann Einsätze mit mehreren Verkehrskadetten leiten. - Erfahrener Verkehrskadett.                                  |
| ZF                                 | Zugsführer          | Drei dünne waagrechte goldene Streifen auf schwarzen Grund mit goldener Schrift und Wappen des Kantons Zürich*                                                       |                                 | Voraussetzung/Aufgaben: - Kann Einsätze mit mehreren Verkehrskadetten leiten. - Sehr erfahrener Verkehrskadett.                                                                |
| OZF                                | Oberzugsführer      | Ein dicker waagrechter goldener Streifen auf schwarzen Grund mit goldener Schrift und Wappen des Kantons Zürich*                                                     |                                 | Voraussetzung/Aufgaben: - Kann Einsätze mit mehreren Verkehrskadetten leiten. - Sehr erfahrener Verkehrskadett. - Sektorenleitung bei Grosseinsätzen. - Unterstützung Leitung. |
| Leiter Stv.                        | Gesamtleiter Stv.   | Zwei dicke waagrechte goldene Streifen auf schwarzen Grund mit goldener Schrift und Wappen des Kantons Zürich*                                                       |                                 | Voraussetzung/Aufgaben: - Unterstützung Gesamtleiter - Sektorenleitung bei Grosseinsätzen. - Hauptleitung bei Grosseinsätzen.                                                  |
| Leiter                             | Gesamtleiter        | Drei dicke waagrechte goldene Streifen auf schwarzen Grund mit goldener Schrift und Wappen des Kantons Zürich*                                                       |                                 | Voraussetzung/Aufgaben: - Hauptlead der Uniformierten Mannschaft - Hauptleitung bei Grosseinsätzen.                                                                            |
| Spezielle Dienstgrade an der Front |                     | |                                 | |
| FHR                                | Fahrer              | Goldenes Steuerrad auf schwarzen Grund mit goldener Schrift und Wappen des Kantons Zürich*                                                                           |                                 | Voraussetzung/Aufgaben: - Fahrer der Einsatzfahrzeuge. |
| CON                                | Condor (Alt-VK)     | Goldener Rhombus auf schwarzen Grund mit goldener Schrift und Wappen des Kantons Zürich*                                                                             |                                 | Voraussetzung/Aufgaben: - Background |
| Nicht an der Front                 |                     | |                                 | |
| VPR                                | Vize-Präsident      | Zwei goldene Sternen auf schwarzen Grund mit goldener Schrift und Wappen des Kantons Zürich*                                                                         |                                 | Voraussetzung/Aufgaben: - Unterstützung Präsident |
| PR                                 | Präsident           | Drei goldene Sternen auf schwarzen Grund mit goldener Schrift und Wappen des Kantons Zürich*                                                                         |                                 | Voraussetzung/Aufgaben: - Hauptlead Verein. |

* Die Wappen orientieren sich an der Region, für welche die Abteilung tätig ist

### Verkehrskadetten-Abteilungen in der Schweiz

Logo der Verkehrskadetten Abt. Zürcher-Unterland

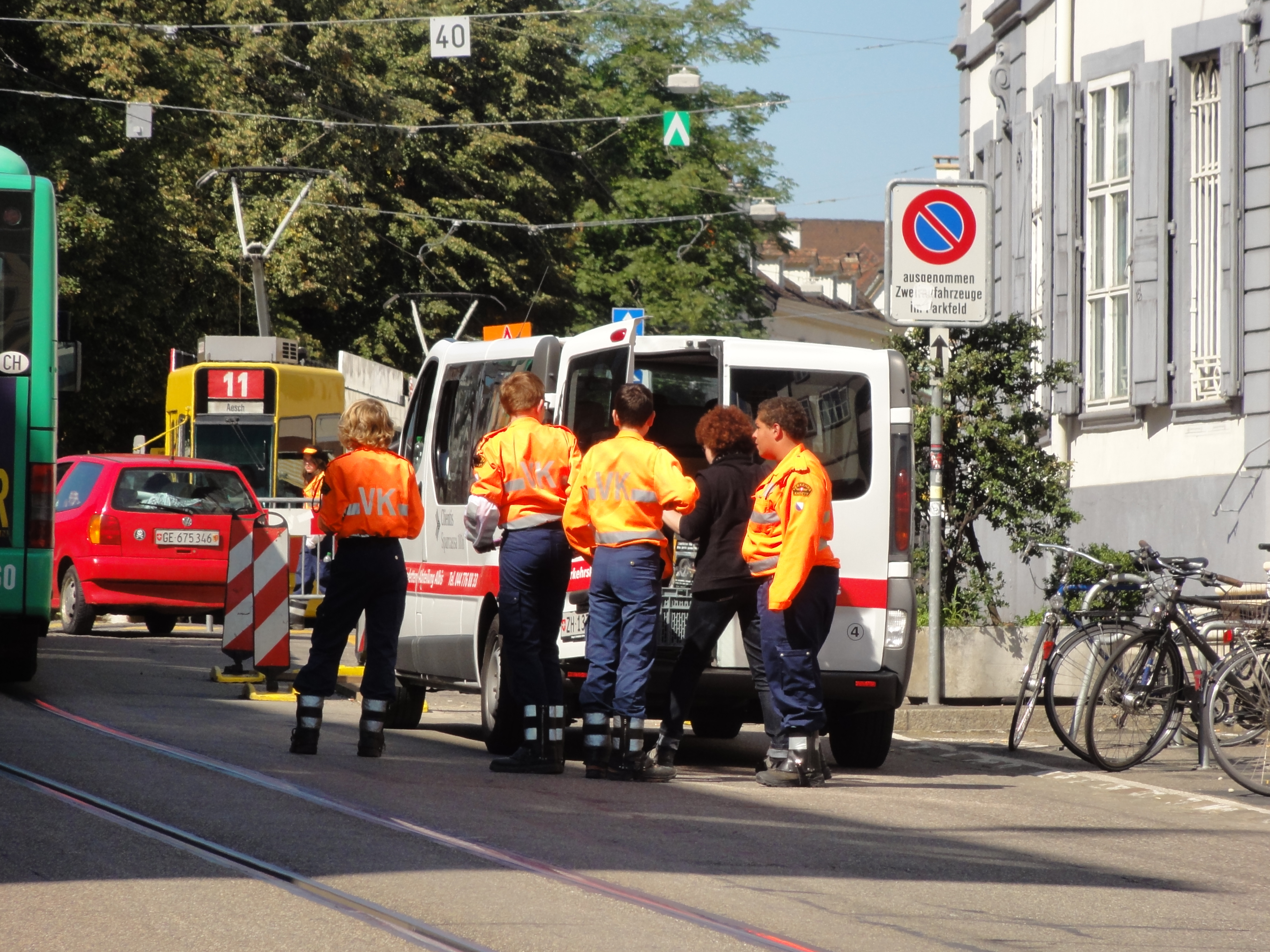
Verkehrskadetten mit Einsatzfahrzeug in Basel.

Die Mitglieder des Schweizerischen Verkehrskadetten-Verbandes sind:
Totalbestand per Dezember 2018:
952 Uniformierte Verkehrskadetten
| Abteilung                                           | Kürzel | Kanton                                       | Gründungsjahr | Zentrale                    | Funkrufname |
| --------------------------------------------------- | ------ | -------------------------------------------- | ------------- | --------------------------- | ----------- |
| Verkehrskadetten Abteilung – Albis                  | VKAA   | Zürich Aargau Luzern                         | 1970          | Mettmenstetten (ZH)         | Jona        |
| Verkehrskadetten Abteilung – Appenzellerland        | VKAAP  | Appenzell Ausserrhoden Appenzell Innerrhoden | 1981          | Appenzell (AI)              | Bärli       |
| Verkehrskadetten Abteilung – Ausserschwyz           | VKAAS  | Schwyz Uri                                   | 1967          | Wangen (SZ)                 | Ursula      |
| Kadetten Korps Basel                                | KKB    | Basel-Stadt Basel-Land                       | 1981          | Riehen (BS)                 | VD          |
| Verkehrskadetten Bern                               | VKABE  | Bern                                         | 1973          | Ostermundigen (BE)          | Kadett      |
| Verkehrskadetten Abteilung – Chur                   | VKAC   | Graubünden                                   | 1969          | Chur (GR)                   | Palü        |
| Verkehrskadetten Abteilung – Fürstenland            | VKAF   | St. Gallen Thurgau                           | 1976          | Wil (SG)                    | Fürst       |
| Verkehrskadetten Abteilung – Glarnerland            | VKAGL  | Glarus                                       | 1970          | Glarus (GL)                 | Glärnisch   |
| Verkehrskadetten Abteilung – Luzern                 | VKALU  | Luzern                                       | 2019          | Büron (LU)                  | Pilatus     |
| Verkehrskadetten Abteilung – Nordwestschweiz        | VKANWS | Basel-Stadt Basel-Land Aargau Solothurn      | 1972          | Binningen (BL)              | VK          |
| Verkehrskadetten Abteilung – Rapperswil-Jona        | VKARJ  | St. Gallen                                   | 1966          | Rapperswil-Jona (SG)        | Rosa        |
| Verkehrskadetten Abteilung – St. Gallen             | VKASG  | St. Gallen                                   | 1973          | Flawil (SG)                 | Lolo        |
| Verkehrskadetten Abteilung – St. Galler-Oberland    | VKASGO | St. Gallen                                   | 1974          | Walenstadt (SG)             | Ursula      |
| Verkehrskadetten Abteilung – Schaffhausen           | VKASH  | Schaffhausen                                 | 1969          | Neuhausen am Rheinfall (SH) | Alex        |
| Verkehrskadetten Abteilung – Samstagern-Richterswil | VKASR  | Zürich                                       | 1971          | Samstagern (ZH)             | Samson      |
| Verkehrskadetten Abteilung –Thurgau                 | VKATG  | Thurgau                                      | 1982          | Märstetten (TG)             | Falk        |
| Verkehrskadetten Abteilung – Winterthur             | VKAW   | Zürich                                       | 1987          | Winterthur (ZH)             | Albani      |
| Verkehrskadetten Abteilung – Zug                    | VKAZG  | Zug                                          | 1988          | Zug (ZG)                    | Rota        |
| Verkehrskadetten Abteilung – Zürcher-Oberland       | VKAZO  | Zürich                                       | 1967          | Nänikon (ZH)                | Regula      |
| Verkehrskadetten Abteilung – Zürcher-Unterland      | VKAZU  | Zürich Aargau                                | 1971          | Wallisellen (ZH)            | ZüKa        |
| Verkehrskadetten Abteilung – Zürichsee              | VKAZS  | Zürich                                       | 1972          | Männedorf (ZH)              | Lago        |

Weitere Verkehrskadetten und Nichtmitglieder des Schweizerischen Verkehrskadetten-Verbandes (somit keine Verkehrskadetten-Abteilungen/VKA, mit Ausnahme des Kadetten-Korps Basel) sind:

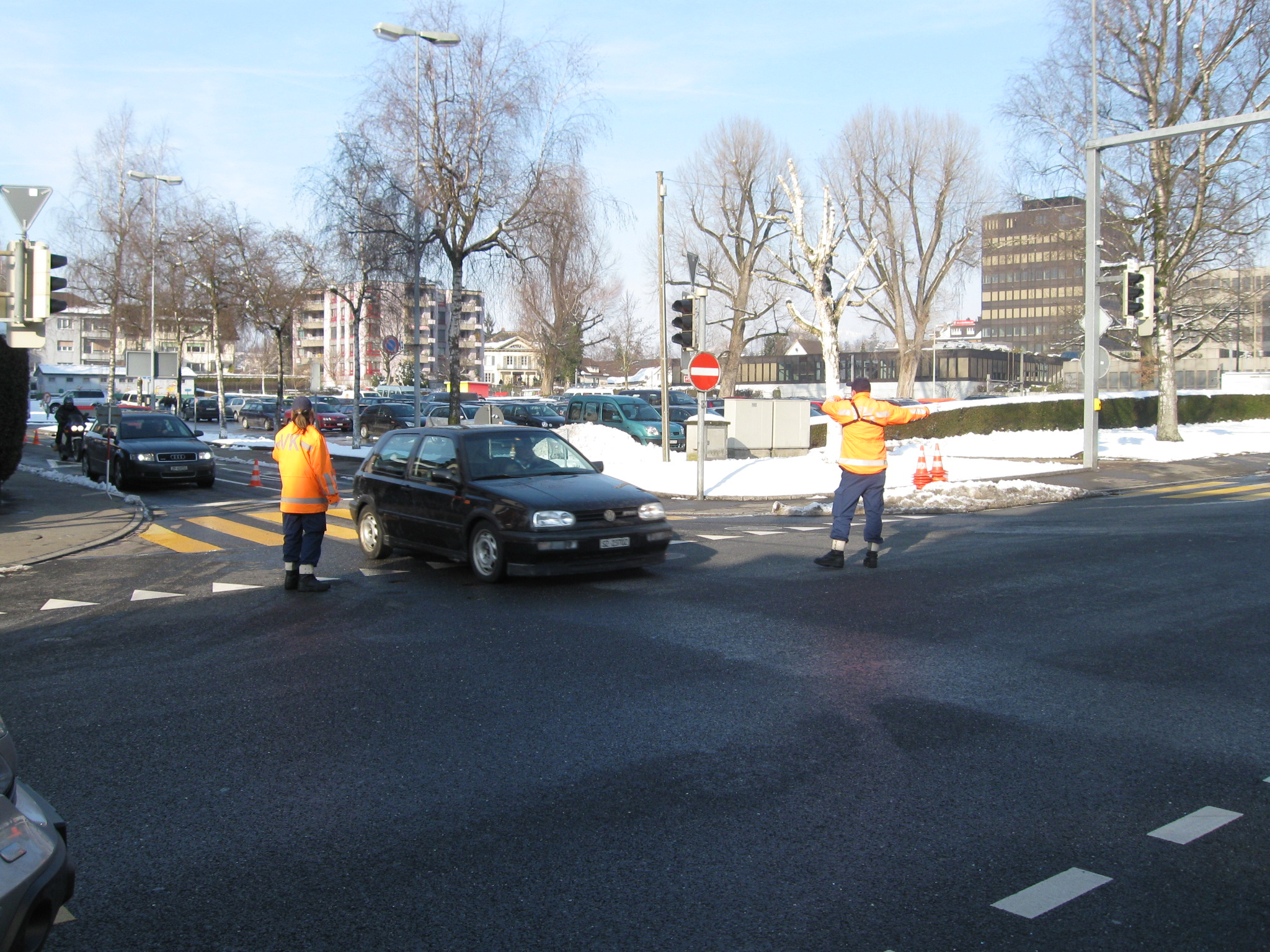
Zwei Verkehrskadetten regeln den Verkehr auf einer Kreuzung in Rapperswil (SG)

- VK-Willisau (VKWS)
- VK-Saanenland (VKS)
- VK-Oberaargau (VKOA)
- VK-Cevi Verkehrsdienst, (VKCV)[22]Zwei Verkehrskadetten regeln den Verkehr auf einer Kreuzung in Rapperswil (SG)

### Entstehung
In der Schweiz entstanden die Verkehrskadetten in den 1960er Jahren, parallel zur Automobilisierung der Gesellschaft. Die Verkehrs- und Parkplatzregelung war zunächst ein zusätzliches Element des Programms der Kadetten in der Schweiz. Infolge der grossen Nachfrage und des sich daraus ergebenden Zeitbedarfs wurden von den bestehenden Kadettenvereinen unabhängige, auf Verkehrs- und Parkplatzregelung spezialisierte Verkehrskadetten-Abteilungen gegründet. Das Erbringen derartiger Dienstleistungen wurde aus denselben Gründen von den bereits bestehenden Kadettenvereinen nicht weiterverfolgt.

#### Vorreitergeschichte
Im Jahre 1759 wurde das erste vormilitärische Kadettenkorps von Heinrich Pestalozzi gegründet als Früh-Ausbildung für die Rekrutenschule der Schweizer Armee. Nach und nach wurden weitere Kadettenkorps gebildet, so 1935 in Zürich. Der Zweck der Kadettenkorps war eine Art Sportschule für die Vorbereitung zur Rekrutenschule. Die jungen Männer gingen hier allerlei Interessen nach, so unter anderem dem Luftsportschiessen und dem Feldsport.
Heiri Guggenbühl war damals der Leiter des Kadettenkorps Zürichs. Der damals praktizierte vormilitärische Betrieb fand bei den jungen Männern keinerlei Anklang mehr, so dass das Korps eine Modernisierung brauchte. Verschiedene Neuerungen wurden durch Heiri Guggenbühl umgesetzt, zum Beispiel den Aufbau von Feldtelefonen und den Betrieb von Funkverkehr. Im Jahr 1949 wies das Kadettenkorps der Stadt Zürich 155 Kadetten auf.
Im November 1953, an einem nebligen Abend, fuhr bei der Tramhaltestelle Zoo in Zürich ein Automobilist in eine Gruppe Pfadfinder. Heiri Guggenbühl wickelte weisse Taschentücher um die Ärmel seiner Kadetten, um so weitere Automobilisten auf die Unfallstelle hinzuweisen. So haben die Kadetten die Unfallstelle gesichert.
Heiri Guggenbühl und seine Freunde schwärmten von der Idee, dass Jugendliche Unfallstellen absicherten, den Verkehr regelten und dabei eine sinnvolle Freizeitbeschäftigung hätten. Er wollte verschiedene Behörden von seiner Idee überzeugen, doch wurde sie unter anderem vom TCS und dem ACS abgelehnt. Diese empfanden die Idee als zu gefährlich.
Einem Wachtmeister der Stadtpolizei Zürich gefiel die Idee jedoch so sehr, dass er gleich vier Kadetten im Verkehrsdienst ausbildete. Die Uniform dieser ersten Verkehrskadetten waren Baukappen und Armstulpen, die aus Kissen und weissen Lederbändern genäht wurden. Diese wurden über die Kadettenuniform angezogen.
Am kantonalen Ausbildungslager des Kadettenverbands Zürich/Schaffhausen im Jahr 1962 wurde den anwesenden Kadetten der Verkehrsdienst vorgestellt. Die Kadetten waren von der Idee begeistert. Der Gedanke Guggenbühls wurde das erste Mal nachgeahmt. Ein Pfadfinderverband führte ein Ausbildungswochenende in Uerikon durch.
Am Ostermontag, Pfingstmontag und an Ferienende-Sonntagen führte Heiri Guggenbühl ein Jahr später die Aktion „Kadetten helfen Automobilisten“ durch.
Um den Rapperswiler Seedamm zu entlasten, wurde der Verkehr ans rechte Zürichseeufer geleitet. Die Auslagen wurden mit Trinkgeld der Automobilisten gedeckt. Kadetten aus Horgen, Meilen, Schaffhausen, Stäfa, Winterthur, Wädenswil und Basel waren dazumal angereist. Da es im Kanton Zürich noch verboten war, den Verkehr mit Jugendlichen zu regeln, wurde im Kanton Schwyz in Pfäffikon SZ geübt.
Am Fest „1000 Jahre Ürikon“ im Jahr 1965, ignorierte die lokale Kantonspolizeidienststelle der Kantonspolizei Zürich das kantonale Verbot, welches es untersagte, den Verkehr mit Jugendlichen zu regeln. Als der Polizeikommandant der Kantonspolizei Zürich sah, wie eifrig und professionell die Kadetten den Verkehr leiteten, wurde das Verbot abgeschafft. Neben diesem Einsatz wurde bereits das Autorennen im Kanton Glarus „Kerenzerberg“ mit den Kadetten geregelt.

#### Erste Verkehrskadetten Abteilungen
Da die Kadetten nur noch den Verkehr regeln wollten, schickte der Zürcher Kantonale Kadetten Verband ab dem Jahr 1966 keine Kadetten mehr an Heiri Guggenbühl. Da entschloss sich Heiri Guggenbühl dazu, sich von dem Zürcher Kadetten Verband abzuspalten und gründete die erste Verkehrskadetten Abteilung.
Die Stadt Rapperswil und der Kinderzoo in Rapperswil sagten den finanziellen Grundlagen zu. Somit wurde die Verkehrskadetten Abteilung Rapperswil zur ersten Abteilung in der Schweiz. Zum Startpunkt zählten sie 28 Verkehrskadetten, welche aus der Pfadfinderbewegung stammten.
Ab dem Jahr 1967 sind die Medien auf die Verkehrskadetten aufmerksam geworden. Durch die vielen Berichte wurden viele Jugendliche auf die Verkehrskadetten aufmerksam.
Die Stadt Rapperswil und die Zirkus Knie AG resp. Knies Kinderzoo waren bereit, für die lokalen Verkehrskadetten ein VK-Ausbildungszentrum zu finanzieren. Aus diesem Grund wurde für die Jugendlichen im Raum Zürcher-Oberland die Verkehrskadetten Abteilung Zürcher-Oberland gegründet.

#### Gründungen
Viele weitere Verkehrskadetten Abteilungen in der Schweiz wurden gegründet, zumeist in den Regionen Zürich und in der Nordwest- und Nordostschweiz.
| - 1967 VKA-Rapperswil-Jona - 1967 VKA-Zürcher Oberland - 1967 VK-March (Umbenannt) → Nachfolge Abteilung „VKA-Ausserschwyz“ - 1969 VK-Benken (Aufgelöst) →Nachfolge Abteilungen „VK-Nordostschweiz“ und „VKA-St.Galler Oberland“ - 1969 VKA-Chur - 1969 VKA-Schaffhausen - 1970 VKA-Albis - 1970 VKA-Glarnerland - 1971 VKA-Samstagern-Richterswil - 1971 VKA-Zürcher Unterland - 1972 VKA-Nordwestschweiz - 1972 VKA-Zürichsee - 1973 VKA-Bern - 1974 VK-Nordostschweiz (Aufgelöst) → Nachfolge Abteilungen „VKA-St.Gallen“, „VKA-Fürstenland“, „VKA-Appenzellerland“, „VK-Thurgau“ | - 1974 VKA-St.Galler Oberland - 1976 VKA-Fürstenland - 1978 VKA-Winterthur - 1981 VKA-Appenzellerland AI/AR - 1981 Kadetten-Korps Basel (Abspaltung) → Abgespaltet von „VKA-Nordwestschweiz“ - 1981 VKA-Fürstentum Liechtenstein (FL) - 1982 VK-Thurgau - 1984 VK-Oberaargau - 1988 VKA-Zug - 1989 VK-Willisau - 1995 Cevi Verkehrsdienst - 1997 VK-Saanenland - 2019 VKA-Luzern |

## Deutschland

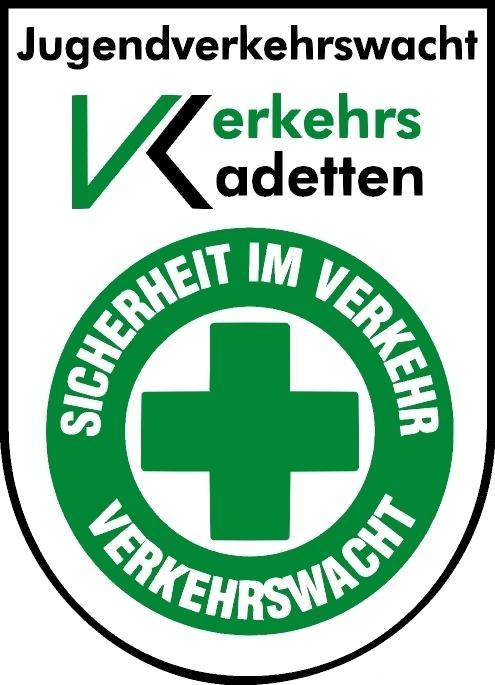
Logo der Verkehrskadetten Deutschland

### Organisationsstruktur

Zeichen 356 – Verkehrshelfer

Verkehrskadetten sind die verbreitetste Form der aktiven Jugendarbeit in den, in der Deutschen Verkehrswacht organisierten, gemeinnützigen Orts-, Gebiets- und Kreisverkehrswachten. Ihnen gehören jugendliche Verkehrshelfer ab 14 Jahren (manchmal auch mit 12) an, die bei Großveranstaltungen zur Unterstützung der Polizei, des Ordnungsamtes und der Veranstalter eingesetzt werden. Sie sichern und unterstützen den Straßenverkehr, lenken ihn jedoch nicht selbstständig. Außerdem unterstützen sie die Mutterverkehrswacht bei ihren satzungsgemäßen Aufgaben und Aktionen. Bundesweit organisiert sind sie, gemeinsam mit allen Formen von Jugendarbeit, in der Arbeitsgemeinschaft zur Förderung der Jugendarbeit in der Deutschen Verkehrswacht e. V.

### Rechtsgrundlagen
Verkehrskadetten sind rechtlich als Verkehrshelfer einzuordnen. Die Rechtsgrundlage stellt seit 1992 § 42 Straßenverkehrs-Ordnung (StVO) mit dem Verkehrszeichen 356 dar. Bis 1992 handelte es sich bei Zeichen 356 um das Verkehrszeichen Schülerlotse. In der Allgemeinen Verwaltungsvorschrift zur Straßenverkehrs-Ordnung (VwV-StVO) wurden Verkehrskadetten bis 2009 noch explizit genannt, in der aktuell gültigen Fassung sind folgende Bestimmungen zum Zeichen 356 Verkehrshelfer getroffen:
I. „Verkehrshelfer sind Schülerlotsen, Schulweghelfer oder andere Helfer für den Fußgängerverkehr.“
II. „An Lichtzeichenanlagen und Fußgängerüberwegen ist das Zeichen nicht anzuordnen.“
Verkehrskadetten sind somit per Legaldefinition andere Helfer für den Fußgängerverkehr.

### Ausbildung und Prüfung
Die Ausbildungsdauer variiert je nach Organisation zwischen zwei kompakten Wochenenden bis hin zu fünf Monaten.
Jeder Anwärter wird, basierend auf einem allgemeinen Ausbildungskonzept, unter anderem in der StVO, Erster Hilfe, Pannenhilfe, Absichern einer Unfallstelle, praktischer Zeichengebung der Verkehrspolizei (analog nach § 36 Abs. 1–4 StVO), im Umgang mit dem Sprechfunk sowie in den Rechte und Pflichten eines Verkehrskadetten ausgebildet.
Die Prüfung besteht aus einem theoretischen und einem praktischen Teil.
Erfahrene Verkehrskadetten werden mit Themen wie Recht in der Jugendarbeit, Menschenführung, Deeskalation, Verkehrsmanagement sowie mit Zusammenarbeit mit Veranstaltern und Behörden fortgebildet, um auf verantwortungsvolle Positionen vorbereitet zu werden.

### Arbeitsweise

Zeichen 250 – Verbot für Fahrzeuge aller Art

Die Verkehrskadetten verwalten und organisieren sich in der Regel selbst, sind jedoch nicht eigenständig, sondern die Jugendabteilung der jeweiligen Verkehrswacht e. V. Sie finanzieren ihre Dienstbekleidung (nach EN 471), Ausrüstung und Transportmittel ausschließlich durch Spenden, Sponsoren sowie aus den Einnahmen der Einsätze.
Verkehrskadetten werden überwiegend bei Großveranstaltungen eingesetzt und unterstützen dort Verkehrslenkungs- und Regelungsmaßnahmen. Sie sichern unter anderem Fußgängerüberwege, unterstützen bei Vollsperrungen von Straßen, bei Veranstaltungen wie z. B. Radrennen sichern sie die Strecke, können aber auch in Zusammenarbeit mit Polizei und Ordnungsamt die Verkehrslenkung koordinieren.
Sie sind ebenfalls Ansprechpartner für die Bürger, beantworten Fragen und helfen weiter. Verkehrskadetten nehmen dabei keine hoheitlichen Aufgaben wahr. Vornehmlich unterstützen sie bereits vorhandene oder zuvor behördlich genehmigte mobile Verkehrszeichen, meist Zeichen 250 (Verbot für Fahrzeuge aller Art), und weisen mit aktiver Zeichengebung auf eine geänderte Verkehrsführung hin. In der Praxis hat das Zeichen 356 für die Arbeit der Verkehrskadetten so gut wie keine Relevanz, da es sich bei den zu sichernden Überwegen in aller Regel um Lichtzeichenanlagen und Verkehrslenkungsmaßnahmen handelt, die in der Regel nur auf Privatgelände (Parkplatzmanagement) oder sondergenutzten Verkehrsflächen im Rahmen eines behördlich genehmigten Sicherheits- oder Verkehrskonzeptes einer Veranstaltung praktiziert werden.
Häufig unterstützen Verkehrskadetten die Veranstalter bereits in der Planungsphase, zusammen mit den zuständigen Ämtern, Behörden und Institutionen, um einen idealen und sicheren Verkehrsfluss zu erreichen.
Ist die vorhandene Verkehrsinfrastruktur durch veranstaltungsbedingte, unerwartet entstehende Verkehrsströme massiv überlastet, sind Verkehrskadetten durch ihre umfassende Ausbildung theoretisch in der Lage – auf Weisung und unter Aufsicht eines Beamten der verantwortlichen Polizeibehörde – im Rahmen der Gefahrenabwehr (Vermeidung von Massenpanik, Lenkung von Besucherströmen, Unterstützung von Fahrzeugen unter Einsatz von Sonder- und Wegerechten etc.) durch angewiesene Maßnahmen der Verkehrsregelung zu einer zügigen Entlastung beizutragen.

### Unterscheidung von Schülerlotsen/Verkehrshelfern
Seit der StVO-Novelle von 2009 verwischen die unter dem Oberbegriff „Verkehrshelfer“ zusammengefassten Begriffe „Schülerlotse“, „Verkehrshelfer“ und „Verkehrskadett“ stark. So sind Ausbildungsdauer und -Inhalte von Schüler- beziehungsweise Elternlotsen (6 bis 12 Stunden Ausbildung in der Regel durch einen Polizeibeamten) und Verkehrskadetten (32 bis 120 Stunden interne Grundausbildung, sowie externe Fachausbilder) gänzlich verschieden. Dementsprechend unterscheiden sich deren Aufgabenspektren und Einsatzmöglichkeiten. Schüler- und Elternlotsen werden immer häufiger als „Verkehrshelfer“ bezeichnet – zusätzlich gibt es jedoch Jugendverkehrswachten, welche im Sinne der Verkehrskadetten-Idee arbeiten, für sich aber ebenfalls den moderneren Begriff des Verkehrshelfers gewählt haben. Vergleichbar wäre hier der Unterschied zwischen einer Ausbildung zum Ersthelfer und zum Sanitäter.
Schülerlotsen unterstützen lediglich kurzzeitig und monoton im alltäglichen Straßenverkehr den an- und abreisenden Schülerverkehr der eigenen Schule. Verkehrskadetten hingegen werden in wechselnden Umgebungen, bei wechselnden Veranstaltungen mit bis zu 7-stelligen Besucherzahlen und Besuchern aller Art, zum Teil über mehrere Stunden am Tag, eingesetzt. Zu nennen seien hier beispielhaft Heimspiele der Borussia Dortmund im Signal Iduna Park mit bis zu 81.000 Besuchern, das Samba-Festival Coburg mit 200.000 Besuchern (2015) oder die Größte Kirmes am Rhein mit im Mittel 420.000 Besuchern (2015) am Tag und rund einer Million Besuchern (2015) am Spitzentag. Zusätzlich oder im Rahmen ihrer Tätigkeiten können sie in Verkehrs- und Sicherheitskonzepte sowie Pläne für Evakuierungen eingebunden sein.

### Freizeit
Um die Jugendlichen angemessen für ihre ehrenamtliche Arbeit im Straßenverkehr zu belohnen, werden durch die Verkehrskadetten regelmäßig Freizeitaktivitäten vergünstigt oder gratis angeboten, manchmal auch in Verbindung mit Einsätzen. Wie in einer Jugendorganisation üblich, sollten Spaß und Verantwortung sich die Waage halten. Die meisten Verkehrskadettenorganisationen führen zusätzlich eine jährliche Dankeschönfahrt für ihre Jugendlichen durch. Einmal im Jahr findet der Tag der Verkehrswachtjugend statt, zu dem alle Verkehrskadetten, Verkehrshelfer, Verkehrswachtjunioren, wie auch alle anderen Jugendorganisationen der Deutschen Verkehrswacht eingeladen sind.

### Zusammenarbeit von Verkehrskadetten aus verschiedenen Städten und Kreisen

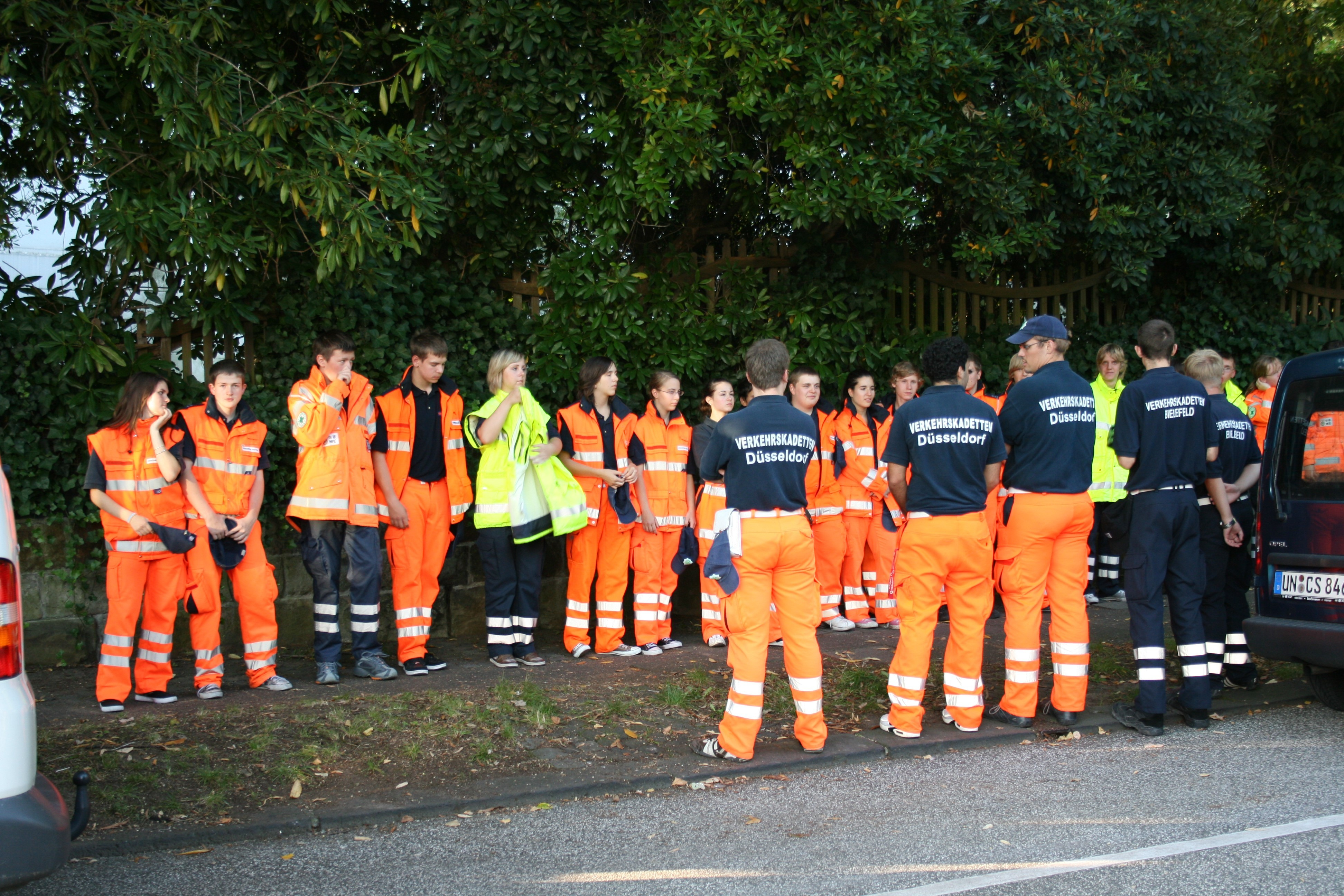
Verkehrskadetten aus Bielefeld, Düsseldorf und dem Kreis Mettmann beim NRW-Tag 2008 in Wuppertal

Verkehrskadetten aus verschiedenen Städten und Kreisen unterstützen sich bei personalintensiven Einsätzen gegenseitig und absolvieren diese gemeinsam. Insbesondere in Nordrhein-Westfalen, wo verhältnismäßig flächendeckend Verkehrskadetten existieren und häufig Großveranstaltungen stattfinden, kommt es besonders oft zur Kooperation. Bei größeren Einsätzen in Städten und Kreisen ohne lokal ansässige Verkehrskadetten sowie bei Veranstaltungen im Lauf- und Straßenradsport wird regelmäßig zusammen gearbeitet.
Besonders zu nennende und wiederkehrende Veranstaltungen sind:
- Nordrhein-Westfalen-Tag (an wechselnden Ausrichtungsorten – zuletzt 2016 in Düsseldorf) mit ca. 80 eingesetzten Verkehrskadetten pro Einsatztag
- CHIO Aachen (Aachen)
- Haaner Kirmes (Kreis Mettmann)
- Veilchendienstagsumzug in Mönchengladbach
- Parookaville (Kreis Kleve)

Einzigartig ist das Samba-Festival Coburg, bei dem jährlich Verkehrskadetten aus dem gesamten Bundesgebiet zusammenkommen, um zugleich ihre Freizeit zu verbringen und Dienst zu tun.
Der bislang größte gemeinsame, ebenfalls aus dem gesamten Bundesgebiet unterstützte, Einsatz fand im Rahmen des Grand Départ-Wochenende der Tour de France 2017 in Düsseldorf statt. Samstags waren beim Einzelzeitfahren in Düsseldorf gleichzeitig rund 170 Verkehrskadetten im Einsatz, um mittels eines eigens für die Veranstaltung, in Zusammenarbeit mit einem Crowdmanager eines beauftragten Sicherheitsunternehmens und Sicherheits- sowie Verkehrsexperten der Stadt Düsseldorf, erdachten Konzeptes ebenerdige Streckenquerungen für Fußgänger und Radfahrer zu ermöglichen. Sonntags waren im Rahmen der ersten Etappe zeitgleich Verkehrskadetten in Düsseldorf (122 VK), dem Kreis Mettmann (Anzahl unbekannt) und der Städteregion Aachen (40 VK) im Einsatz, um die nötigen Straßensperrungen zu unterstützen und die Sicherheit für Radfahrer und Zuschauer zu gewährleisten.

### Dienstgrade und Struktur
Ohne Hierarchien wäre die Organisation und Koordination von Einsatzkräften vor Ort und im Hintergrund nicht möglich, nicht anders ist es bei Feuerwehr und Polizei. So haben auch Verkehrskadetten verschiedene Dienstgrade; Beförderungen können durch Diensterfahrung sowie besonderes Engagement erlangt werden. Auch hier gibt es lokale Unterschiede.
Die beiden am weitesten verbreiteten Dienstgradmodelle:
| Kürzel  | Dienstgrad                | Klassisches Modell am häufigsten verwendet              | Bemerkung                                                                        |
| ------- | ------------------------- | ------------------------------------------------------- | -------------------------------------------------------------------------------- |
| AW/VK-A | Anwärter                  | blank                                                   | während der Ausbildung                                                           |
| VK      | Verkehrskadett            | blank, Tragen des Verkehrskadetten-Abzeichens           | nach bestandener Prüfung                                                         |
| OVK     | Oberverkehrskadett        | ein weißer Balken auf blauem, orangem oder gelbem Grund | bewährter VK                                                                     |
| HVK     | Hauptverkehrskadett       | zwei weiße Balken auf blauem, orangem oder gelbem Grund | Kann kleinere Einsätze leiten                                                    |
| UGL     | Untergruppenleiter        | drei weiße Balken auf blauem, orangem oder gelbem Grund |                                                                                  |
| PGL     | Gruppenleiter auf Probe   | oft nicht vorhanden                                     | Leiter einer Gruppe auf Probe (nur Düsseldorf)                                   |
| GL      | Gruppenleiter             | ein Stern auf blauem, orangem oder gelbem Grund         | Leiter einer Gruppe                                                              |
| OGL     | Obergruppenleiter         | zwei Sterne auf blauem, orangem oder gelbem Grund       | Führt und leitet einen Zug häufig stellv. Leiter Einsatzleiter bei Großeinsätzen |
| HGL     | Hauptgruppenleiter        | drei Sterne auf blauem, orangem oder gelbem Grund       | i. d. R. Leiter oder stellv. Leiter Einsatzleiter bei Großeinsätzen              |
| 1. HGL  | Erster Hauptgruppenleiter | vier Sterne auf blauem, orangem oder gelbem Grund       | nur Coburg, Lichtenfels und Konstanz-Hegau                                       |

Je nach Größe und Organisationskonzept der Jugendverkehrswacht sind die Verkehrskadetten ähnlich der Feuerwehr oder dem Katastrophenschutz in Züge mit je zwei bis drei Gruppen à 10–15 Personen eingeteilt, welche in rotierender Reihenfolge Einsätze absolvieren. Größere Einsätze über längere Zeiträume (z. B. Größte Kirmes am Rhein in Düsseldorf mit 40–60 eingesetzten Verkehrskadetten pro Tag) werden jedoch nach der individuellen Verfügbarkeit der einzelnen Jugendlichen geplant. Einige Abteilungen wenden diese Art der Einteilung grundsätzlich an.

### Standorte
In der Deutschen Verkehrswacht organisierte Verkehrskadetten gibt es in folgenden Städten bzw. Kreisen Deutschlands (Stand Mai 2016):
- Aachen
- Bielefeld
- Coburg
- Dortmund
- Düsseldorf
- Hamm
- Konstanz-Hegau
- Kreis Kleve
- Krefeld
- Köln
- Lichtenfels
- Kreis Mettmann
- Landkreis Miltenberg
- Plauen
- Solingen
- Wedemark

## Liechtenstein
Im Fürstentum Liechtenstein gibt es die Verkehrskadetten Fürstentum-Liechtenstein (VK-FL) seit 1981 und für das ganze Land zuständig. Die VK-FL setzen sich aus zwei Abteilungen zusammen:
- Verkehrskadetten, Jugendliche im Alter von 14 bis 21 Jahren.
- Verkehrsdienst, Erwachsene ab 21 Jahren.

## Ähnliche Organisationen
Verkehrshelfer im Sinne von Verkehrskadetten gibt es auch:
- im Landkreis Teltow-Fläming
- in Frankfurt am Main
- in Wedemark
- Die Verkehrskadetten Wilhelmshaven sind nicht in der Deutschen Verkehrswacht organisiert und nicht ausschließlich eine Jugendorganisation im oben genannten Sinne.